# Massospora ocypetes
Massospora ocypetes är en svampart som beskrevs av R.S. Soper 1974. Massospora ocypetes ingår i släktet Massospora och familjen Entomophthoraceae.   Inga underarter finns listade i Catalogue of Life.